# Yakovlev Yak-25
Yakovlev Yak-25 (tên ký hiệu của NATO: Flashlight-A / Mandrake) là một máy bay tiêm kích đánh chặn và trinh sát cánh cụp, trang bị động cơ phản lực được Liên Xô sử dụng trong Chiến tranh lạnh.

## Thiết kế và phát triển
Bắt nguồn từ một nhu cầu về một máy bay tiêm kích đánh chặn từ xa có tầm hoạt động lớn để bảo về cho lãnh thổ phía bắc và phía tây của Liên Xô, Yak-25 đã được thiết kế để đáp ứng nhu cầu này, việc ra đời loại máy bay này đã loại bỏ việc phát triển 2 mẫu máy bay là Mikoyan-Gurevich I-320 và Lavochkin La-200. Một bản thuyết trình về mẫu máy bay tiêm kích có 2 ghế, 2 động cơ phản lực và một máy bay trinh sát có liên quan đã được Stalin phê chuẩn vào 6 tháng 8-1951. Chiếc máy bay mới được sử dụng loại động cơ phản lực mới có tên gọi là Mikulin AM-5. Mẫu thử nghiệm đầu tiên, có tên gọi Yak-120, bay lần đầu tiên vào 19 tháng 6-1952.
Thiết kế mới đã đặt 2 động cơ phản lực vào dưới cánh của máy bay, với bộ khung lốp lớn để chịu tải, do động cơ ở dưới cánh nên thân máy bay có một lượng thể tích rỗng lớn cho các phi công và một tải trọng nhiên liệu khá lớn, với lượng nhiên liệu này máy bay có thể bay xa (với thùng nhiên liệu phụ) 2.560 km (1.600 mi). Mũi máy bay được thiết kế lớn để chứa radar đánh chặn trên không. Vũ khí gồm pháo 37 mm NL-37L với 50 viên đạn mỗi khẩu.

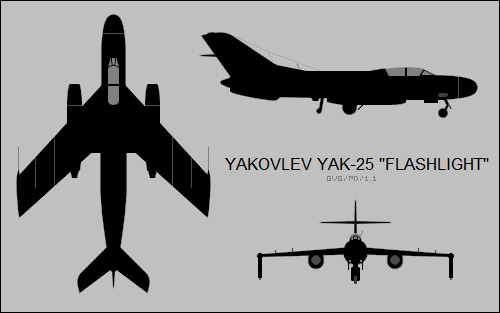
Yak-25

Dù có một số vấn đề đáng kể liên quan đến mẫu thiết kế nhưng nó vẫn được đưa vào sản xuất vào năm 1953 và chiếc đầu tiên được chế tạo hoàn chỉnh vào năm 1954. Kiểu sản xuất đầu tiên, có tên gọi là Yak-25, đã được cung cấp cho các đơn vị vào các năm sau đó, dù nó còn chưa có khả năng hoạt động tối đa do gặp phải các vấn đề trang bị radar 'Sokol' (radar Sokol có đường kính là 80 cm, nặng khoảng 500 kg). Sau đó nó đã được cải tiến thành phiên bản trang bị radar tầm xa RP-1D 'Izumrud' (NATO 'High Fix'). Khi radar 'Sokol' (RP-6) cuối cùng cũng được trang bị hoàn chỉnh thì kiểu máy bay này lại có tên gọi là Yak-25M, các máy bay được giao cho các đơn vị vào tháng 1-1955. Yak-25M còn được cải tiến thêm một số phần khác, bao gồm hệ thống chống giật cho các khẩu pháo, nâng cấp động cơ thành AM-5A (vẫn cùng công suất), và tăng thêm một chút khả năng mang nhiên liệu. Vào năm 1955 và 1956, vài chiếc Yak-25M đã được cải tiến để trang bị tên lửa không đối không.
Phiên bản trinh sát cũng được phát sinh từ Yak-25, và có tên gọi là Yak-25RV (Razvedchick Vysotnyj, "trinh sát trên cao"), được phát triển vào năm Hàng không năm 1959 (tên ký hiệu của NATO: Mandrake). Nó có cánh thẳng hoàn toàn mới chứ không được thiết kế loại cánh cụp, chiều dài sải cánh lên đến 23.4 mét (gấp hơn 2 lần so với máy bay đánh chặn Yak-25M) với tổng diện tích bề mặt là 55 m². Nó được trang bị camera và những bộ cảm biến được thêm vào trong thâm. Một số phiên bản có thể đã để lại một khẩu pháo.

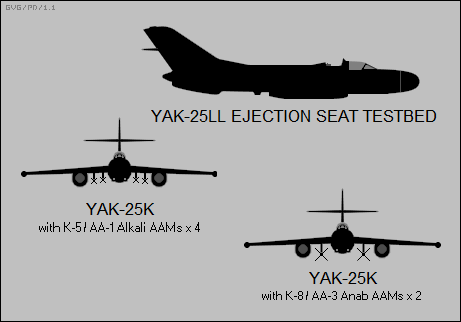
Yak-25K

Dù nó khả năng nâng của cánh thấp, nhưng 'Mandrake' lại có hiệu suất trần bay rất cao, dù gặp phải vấn đề với động cơ ở những độ cao lớn như rung quá mức, và các thiết bị lỗi thời được trang bị cho máy bay. Nhưng VVS vẫn giữ Yak-25RV trong các đơn vị đến năm 1974. Một vài chiếc đã được sử dụng vào cuối những năm 1970 để theo dõi tình trạng ô nhiễm phóng xạ, với các cảm biến chuyên dụng, chúng có tên gọi mới là Yak-25RRV. Những cố gắng trong năm 1971 để phát triển 'Mandrake' thành máy bay tiêm kích đánh chặn trên độ cao lớn (Yak-25PA) đã không thành công.
Yak-26 cũng được phát triển dựa trên Yak-25, nó là một loại máy bay ném bom, nhưng chỉ có 9 chiếc được chế tạo. Yak-27 là một phiên bản nâng cấp của Yak-25 được thêm vào động cơ tên lửa phụ để tăng thêm khả năng bay cao. Yak-27V là phiên bản máy bay đánh chặn không được đưa vào phục vụ, nhưng hơn 160 chiếc loại trinh sát Yak-27R (NATO Mangrove) đã được đưa vào phục vụ vào cuối thập niên 1950.
Vào năm 1961 một mẫu máy bay không người lái hạng nhẹ được chế tạo từ 'Mandrakes' để làm mục tiêu giả định trên độ cao lớn, có tên gọi là Yak-25RV-I. Chúng được sử dụng như một mục tiêu để cho các máy bay tiêm kích đánh chặn thực tập bay không trang bị vũ khí, còn mẫu Yak-25RV-II lại là mục tiêu được điều khiển cho các máy bay trang bị vũ khí thực tập.
Có 483 chiếc đã được chế tạo tại Saratov, bao gồm 406 chiếc tiêm kích Yak-25M, và 10 chiếc trinh sát Yak-25R. Thêm vào đó, 155 chiếc trinh sát trên độ cao lớn Yak-25RV cũng được chế tạo.

## Lịch sử hoạt động

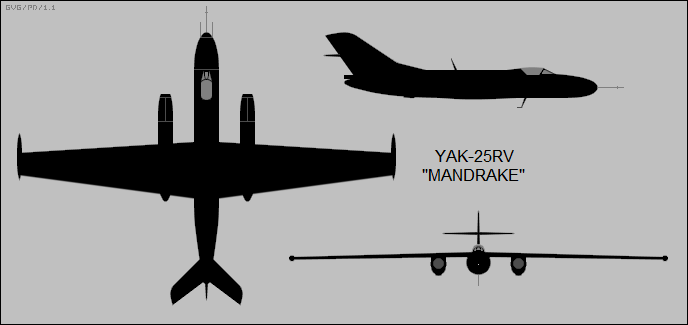
Yak-25RV

Yak-25 xuất hiện trước công chúng lần đầu tiên tại Tushino vào tháng 7-1955, và có tên ký hiệu của NATO được công nhận rộng rãi là Flashlight-A. Chúng được chính thức trang bị chi các đơn vị không quân vào năm 1955. Yak-25 dễ điều khiển và được nhiều phi công ưa thích.
Người ta bắt đầu cho những chiếc Yak-25 nghỉ hưu vào năm 1963. Chiếc tiêm kích đánh chặn Yak-25 cuối cùng được nghỉ hưu vào năm 1967; phiên bản trinh sát 'Mandrake' được giữ lại phục vụ cho đên cuối thập niên 1970. Giống như nhiều máy bay đánh chặn khác thuộc PVO trong Chiến tranh lạnh, Yak-25M không được xuất khẩu cho các nước thuộc khối Warszawa và các nước khác.
Có một loại máy bay khác cũng có tên là Yak-25 - đó là một mẫu thử nghiệm máy bay tiêm kích hạng nhẹ vào năm 1947. Nhưng nó đã bị thua trong một cuộc cạnh tranh với MiG-15 và Lavochkin La-15, chương trình Yak-25 đầu tiên đã bị hủy bỏ và tên gọi Yak-25 đã được sử dụng lại cho loại máy bay tiêm kích đánh chặn mới. Xem thêm Yakovlev Yak-25 (1947) để biết thêm thông tin về loại máy bay này.

## Các phiên bản

Yak-26 và Yak-27

- Yak-25 - phiên bản sản xuất đầu tiên trang bị radar RP-1D "Izumrud". 67 chiếc được chế tạo.
- Yak-25M - phiên bản sản xuất cơ bản với một số cải tiến thứ yếu, nâng cấp động cơ thành loại AM-5A và trang bị radar mới RP-6 "Sokol". 406 chiếc được chế tạo.
- Yak-25MG - một số chiếc Yak-25M được trang bị mới hệ thống 'Gorizont-1' cho phép nó được điều khiển bay từ mặt đất cho nhiệm vụ đánh chặn.
- Yak-25K-5 - Yak-25M bỏ pháo, trang bị radar "Izumrud" và 4 tên lửa RS-1U (NATO AA-1 "Alkali"), sản xuất với số lượng nhỏ.
- Yak-25K-7 - Yak-25M thử nghiệm với tên lửa K-7L. Loại vũ khí này không được đưa vào sử dụng và phiên bản này bị hủy bỏ.
- Yak-25K-8 - Yak-25M thử nghiệm 2 tên lửa K-8 (NATO AA-3 'Anab'). Sau này được nâng cấp lên thành Yak-28P.
- Yak-25K-75 - Yak-25M thử nghiệm tên lửa K-75. Phiên bản này không được đưa vào sử dụng và bị hủy bỏ.
- Yak-25R (Yak-125) - phiên bản trinh sát với một chỗ ngồi thứ 2 cho hoa tiêu và 2 camera. Trang bị pháo 23 mm, 10 chiếc được chế tạo.
- Yak-25RV - phiên bản trinh sát bay trên độ cao lớn với cánh mới, camera và bộ cảm biến trong thân máy bay. Một số chiếc được giữ lại vũ khí là những khẩu ohaos. 155 chiếc được chế tạo.
- Yak-25RR - Yak-25RV trang bị cảm biến chuyên dụng để kiểm tra mức độ ô nhiễm phóng xạ.
- Yak-25RRV - Yak-25RV trang bị cảm biến chuyên dụng SIGINT.
- Yak-25PA - phiên bản đánh chặn trên độ cao lớn, chỉ là mẫu thử nghiệm.
- Yak-25RV-I - phiên bản giả làm mục tiêu cho máy bay đánh chặn bay tập.
- Yak-25RV-II - máy bay không người lái được dẫn đường cho máy bay đánh chặn trang bị vũ khí bay tập.
- Yak-26 - phiên bản máy bay ném bom, 9 chiếc được chế tạo.
- Yak-27 - phiên bản nâng cấp của Yak-25 trang bị động cơ tên lửa phụ để nâng cao hiệu suất bay cao.
- Yak-27P - phiên bản đánh chặn của Yak-27, không được đưa vào phục vụ.
- Yak-27R - phiên bản trinh sát của Yak-27, khoảng 160 chiếc được chế tạo.

## Quốc gia sử dụng
- Liên Xô
  - Không quân Xô viết
  - Quân chủng Phòng không Xô viết

## Thông số kỹ thuật (Yak-25)

Yak-25

### Đặc điểm riêng
- Phi đoàn: 2
- Chiều dài: 15.67 m (51 ft 5 in)
- Sải cánh: 10.94 m (35 ft 10 in)
- Chiều cao: 4.4 m (14 ft 5 in)
- Diện tích : 28.94 m² (311.51 ft²)
- Trọng lượng rỗng: 5.675 kg (12.510 lb)
- Trọng lượng cất cánh: 8.675 kg (19.125 lb)
- Trọng lượng cất cánh tối đa: 9.450 kg (29.760 lb)
- Động cơ: 2× động cơ phản lực Mikulin AM-5 (RD-5A), lực đẩy 23 kN (5.000 lbf) mỗi chiếc

### Hiệu suất bay
- Vận tốc cực đại: 1.090 km/h (680 mph)
- Tầm bay: 2.700 km (1.687 mi) (với thùng dầu phụ)
- Trần bay: 15.200 m (50.000 ft)
- Vận tốc lên cao: 30 m/s (5.960 ft/min)
- Lực nâng của cánh: 327 kg/m² (67 lb/ft²)
- Lực đẩy/trọng lượng: 0.53

### Vũ khí
- 2× pháo 37 mm Nudelman NL-37 (50 viên đạn mỗi khẩu)

## Nội dung liên quan

### Máy bay có cùng sự phát triển
- Yakovlev Yak-28

### Máy bay có tính năng tương đương
- Avro Canada CF-100
- Gloster Javelin
- F-89 Scorpion
- F-94 Starfire
- Sud Aviation Vautour
- Lavochkin La-200